# Stadio Zerão
Lo stadio Milton de Souza Corrêa (in portoghese Estádio Milton de Souza Corrêa), noto come Zerão (zɛ.ɾɐũ), è uno stadio multiuso situato a Macapá, in Brasile.
Costruito nel 1990, è utilizzato principalmente per ospitare le partite di calcio e ha una capienza massima di 10.000 persone. Lo stadio prende il nome da Milton de Souza Corrêa, ex presidente della federcalcio dello Stato di Amapá.
Il nome e la notorietà derivano dal fatto che la linea di metà campo dello stadio sia esattamente allineata a quella dell'equatore, con le due porzioni di campo che si trovano a nord nell'emisfero boreale e a sud in quello australe.
Nel 1990 sono stati completati i lavori dello Zerão. Fu chiamato inizialmente come stadio Ayrton Senna, in onore del pilota di Formula 1 omonimo. La partita inaugurale si è giocata il 17 ottobre di quell'anno. Nel 1994, dopo la morte di Milton de Souza Corrêa, lo stadio fu ribattezzato con il suo nome attuale.